# Croton pulegioides
Croton pulegioides är en törelväxtart som beskrevs av Johannes Müller Argoviensis. Croton pulegioides ingår i släktet Croton och familjen törelväxter. Inga underarter finns listade i Catalogue of Life.